# Bentley State Limousine
Bentley State Limousine ou somente State Limousine é o veículo oficial projetado pela Bentley para uso de Isabel II do Reino Unido. O veículo esteve em uso constante pela monarca desde seu Jubileu de Ouro em 2002 até sua morte em 2022.
Baseado no modelo de luxo Bentley Arnage, a State Limousine é considerada mais rara do que o Rolls-Royce Phantom IV, já que dela só foram produzidas apenas duas unidades. Ambos os veículos portam o Estandarte Real, sinalizando que está transportando um membro da Família real britânica, e são adornados com uma pequena estatueta de São Jorge do artista inglês Edward Seago.

## Uso
A State Limousine é utilizada somente em cerimônias oficiais ou para o transporte da rainha em Sandringham House e Balmoral. Uma divisão especial da Polícia Metropolitana de Londres faz a escolta quando está transportando a Rainha. 